# 1921 en science
| Années de la science : 1918 - 1919 - 1920 - 1921 - 1922 - 1923 - 1924    |
| Décennies de la science : 1890 - 1900 - 1910 - 1920 - 1930 - 1940 - 1950 |

Cet article présente les faits marquants de l'année 1921 en science.

## Événements
- 1er mars : ouverture à Moscou du laboratoire de dynamique des gaz destiné à développer les inventions de l'ingénieur chimiste Nikolaï Tikhomirov sur les projectiles autopropulsés[1].
- 18 mars : le géologue danois Lauge Koch part de Robertson Fjord (en) pour une expédition vers la Terre de Peary, au nord-est du Groenland[2]. En mai il explore Kaffeklubben, la terre émergée la plus septentrionale du monde.
- Avril : création de l'Association française des observateurs d'étoiles variables par des astronomes de l'observatoire de Lyon[3].
- Juin : le psychanalyste suisse Hermann Rorschach publie le « psychodiagnostic » ou test de Rorschach[4].

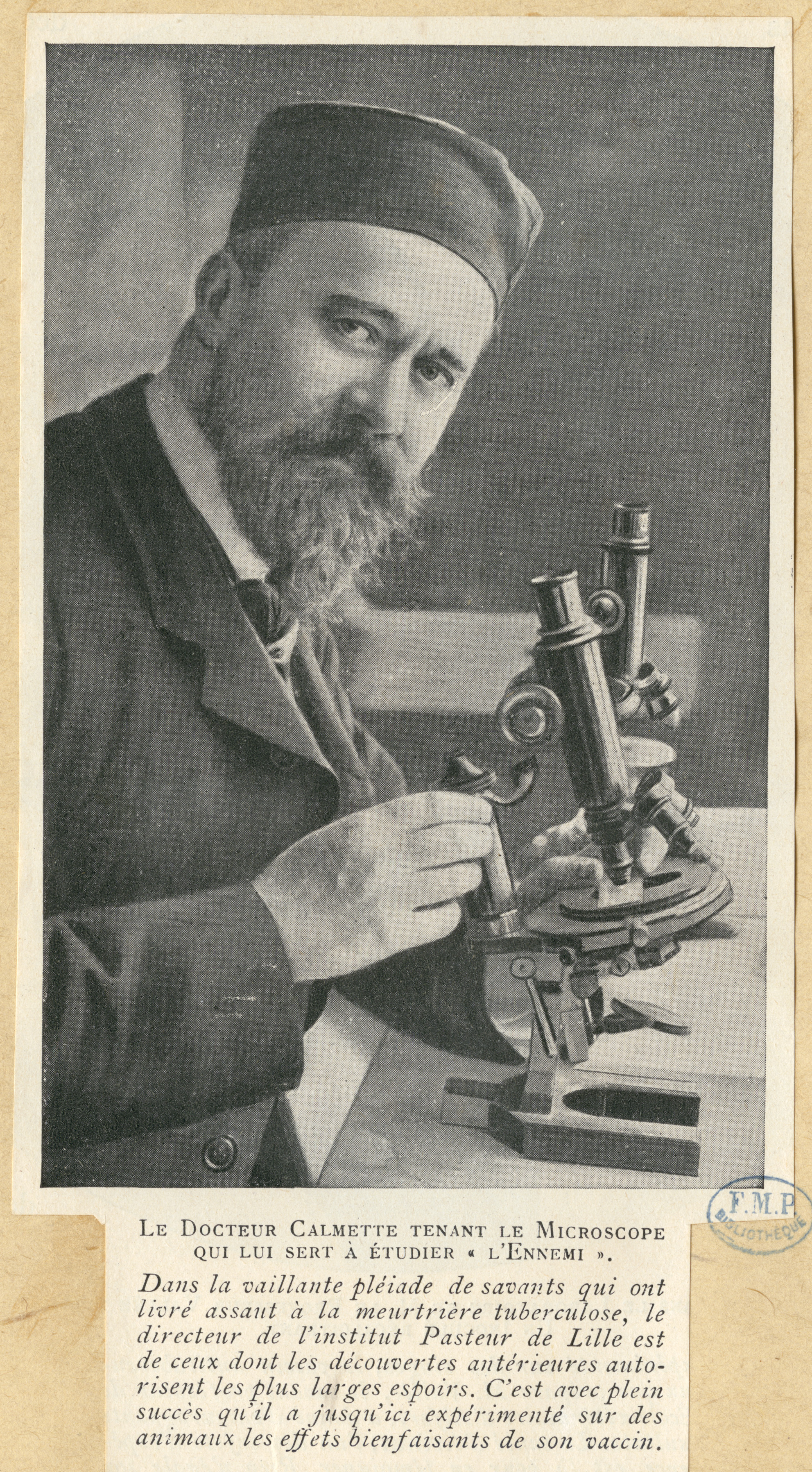
Le docteur Calmette.

- 18 juillet : première vaccination en France par le BCG, vaccin antituberculeux mis au point par Albert Calmette et Camille Guérin[5].
- 27 juillet : une équipe de chercheurs de l'Université de Toronto, dirigée par Frederick Banting et son assistant Charles Herbert Best, découvre un traitement contre le diabète en isolant l'insuline de pancréas provenant de fœtus de veaux[6].
- 9 décembre : l'ingénieur américain Thomas Midgley Jr., des laboratoires de recherches de la General Motors, découvre la propriété antidétonante du tétraéthylplomb lors de son adjonction à l'essence[7].

- Le chimiste allemand Friedrich Bergius établit un partenariat avec la Shell pour exploiter industriellement son procédé de synthèse des carburants par hydrogénation[8].
- Les physiciens Étienne Biéler et James Chadwick publient dans le Philosophical Magazine un article[9] décrit comme « marquant la naissance des interactions fortes », forces maintenant la cohésion des noyaux atomiques.

## Publications
- Wilhelm et Jacob Bjerknes : On the dynamics of the circular vortex with applications to the atmosphere and to atmospheric vortex and wave motion, sur la circulation atmosphérique.
- Theodor Kaluza : Zum Unitätsproblem der Physik.
- John Maynard Keynes : A Treatise on Probability.
- Emmy Noether : Idealtheorie in Ringbereichen (Théorie des idéaux dans les anneaux).
- Wolfgang Pauli : Relativitätstheorie.
- Ludwig Wittgenstein : Logisch-Philosophische Abhandlung.

## Prix
- Prix Nobel
  - Physique : Albert Einstein

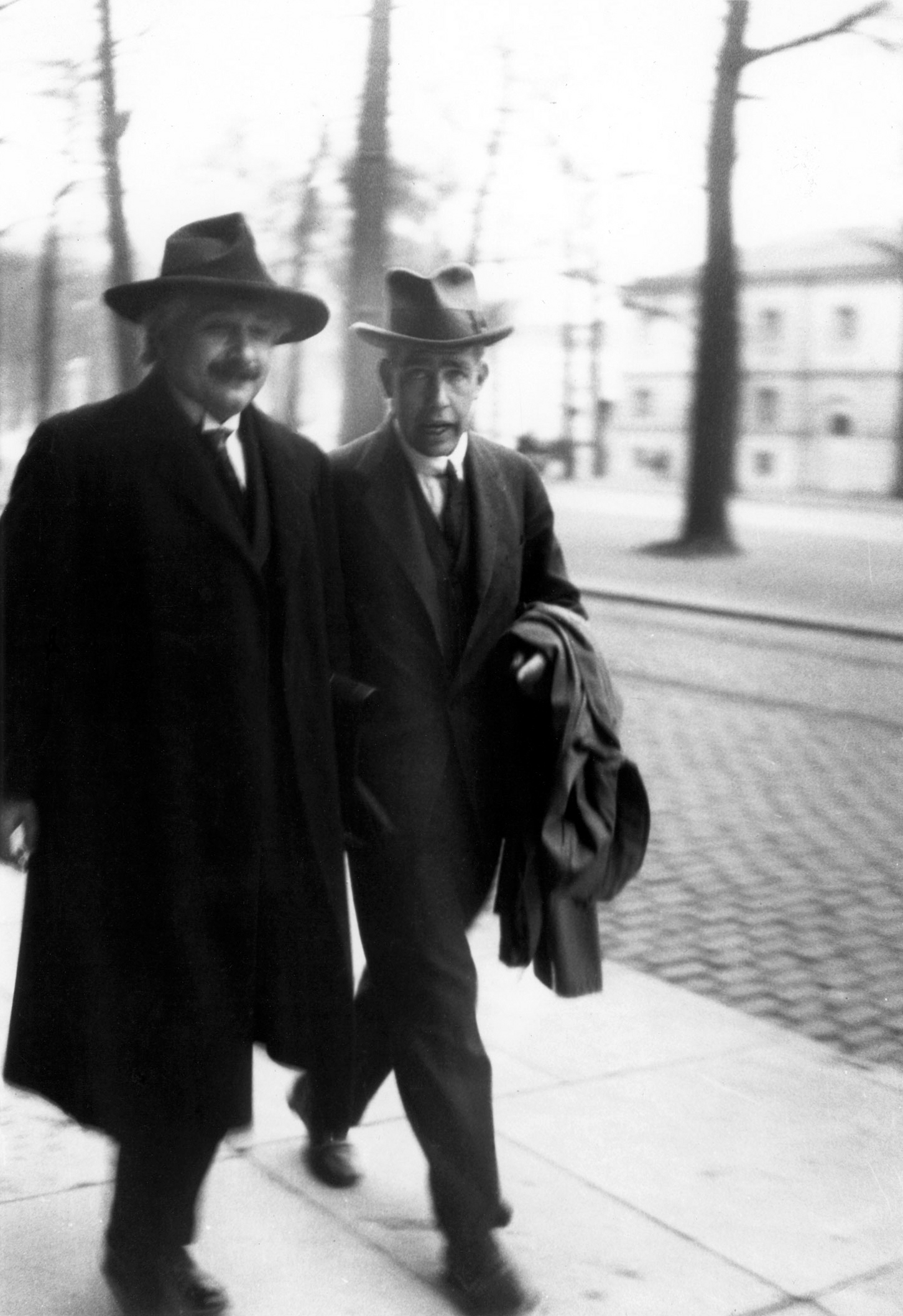
Albert Einstein et Niels Bohr au congrès Solvay de 1930

  - Chimie : Frederick Soddy (anglais)
  - Physiologie ou médecine : Non décerné

- Médailles de la Royal Society
  - Médaille Copley : Joseph Larmor
  - Médaille Davy : Philippe-Auguste Guye
  - Médaille Hughes : Niels Bohr
  - Médaille royale : Frederick Blackman, Frank Watson Dyson

- Médailles de la Geological Society of London
  - Médaille Lyell : Emmanuel de Margerie
  - Médaille Murchison : Edgar Sterling Cobbold (d)
  - Médaille Wollaston : Benjamin Neeve Peach, John Horne

- Prix Petit d'Ormoy : Georges Humbert à titre posthume[10].
- Prix Jules-Janssen (astronomie) : René Jarry-Desloges
- Médaille Bruce (Astronomie) : Henri Deslandres
- Médaille Linnéenne : Dukinfield Henry Scott

## Naissances

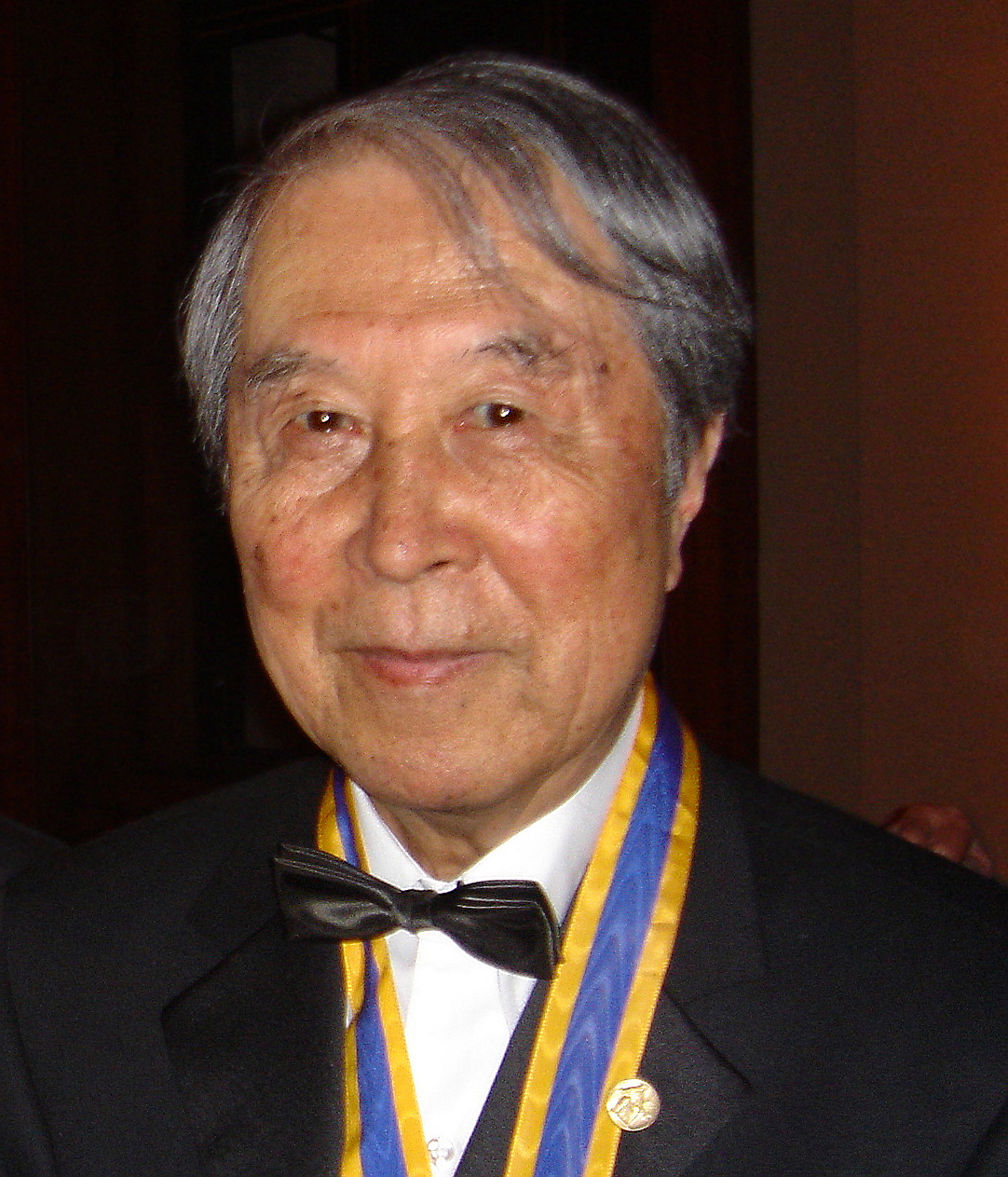
Yoichiro Nambu

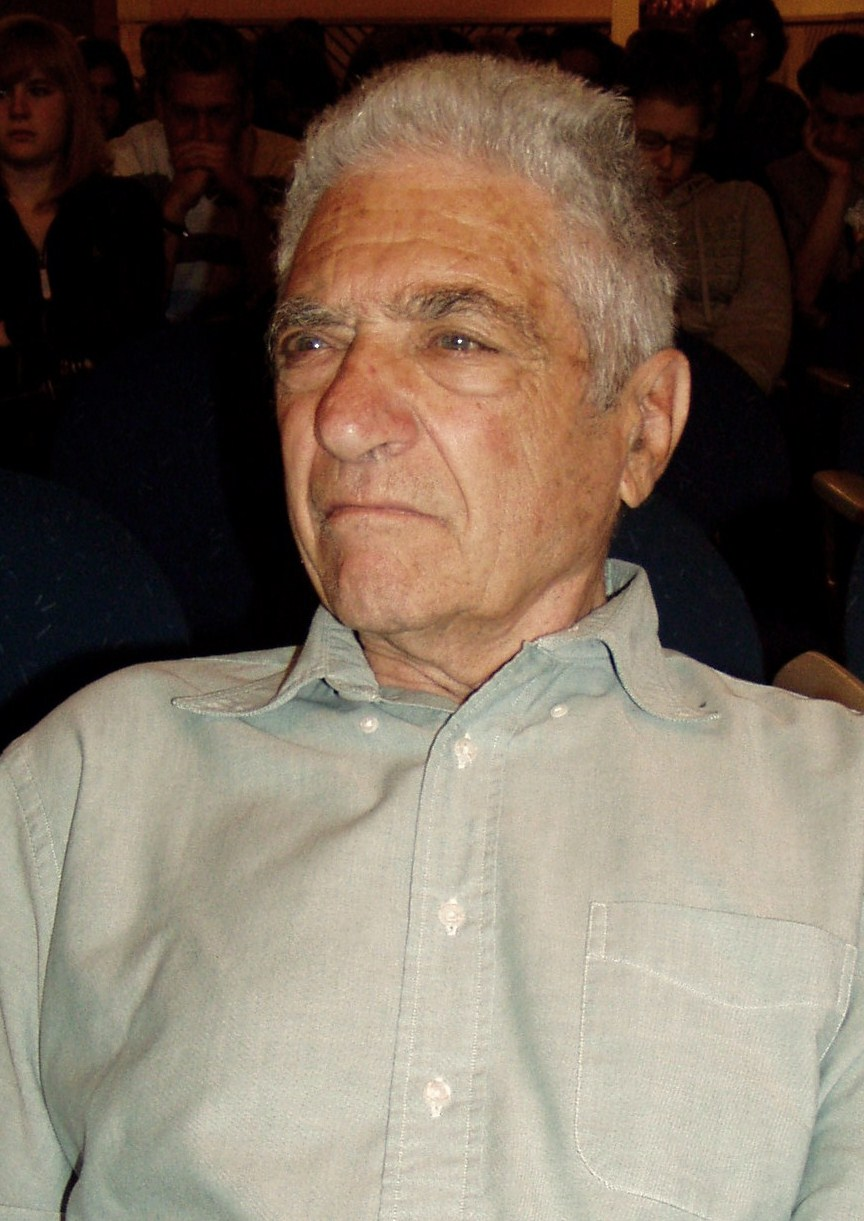
Jack Steinberger

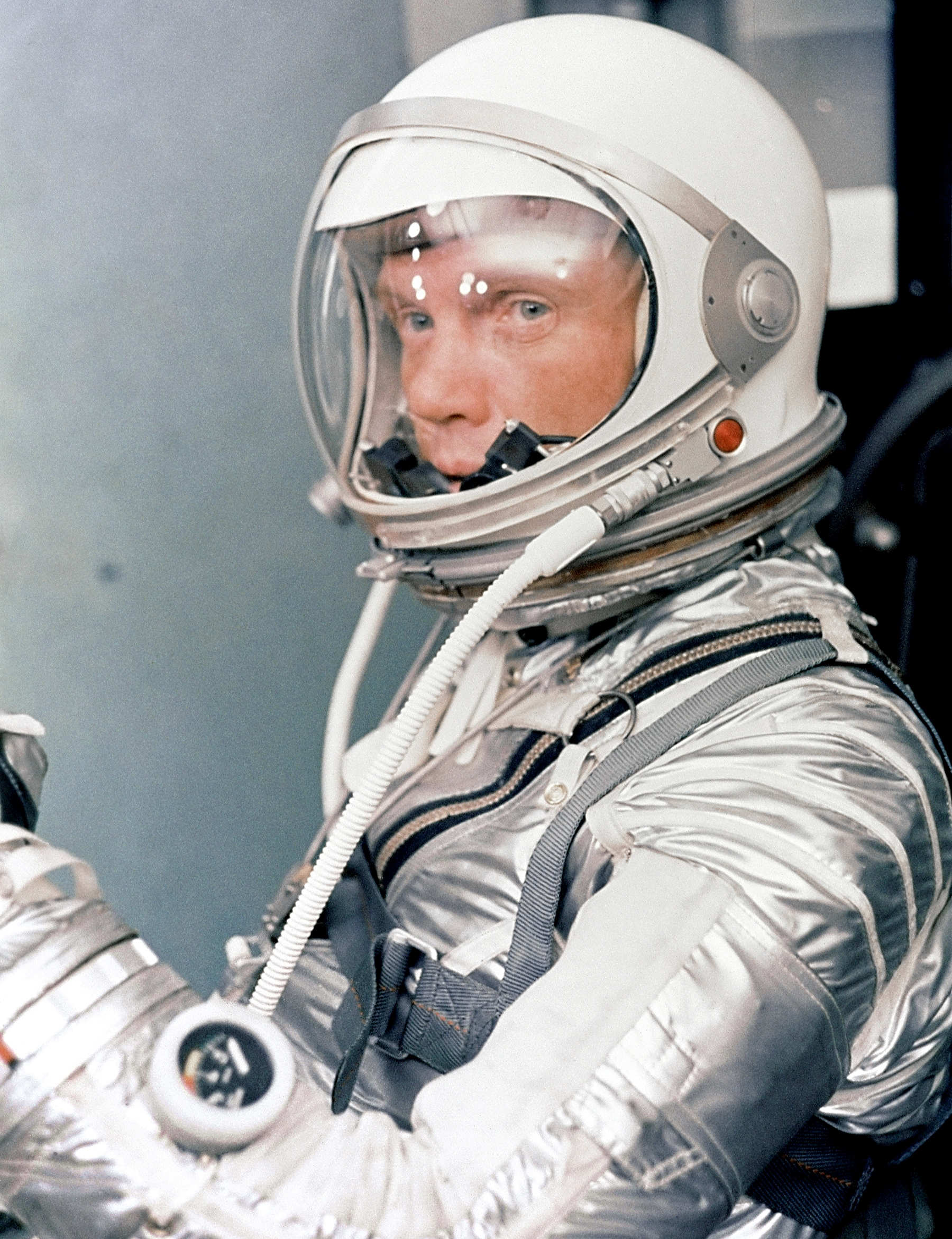
John Glenn

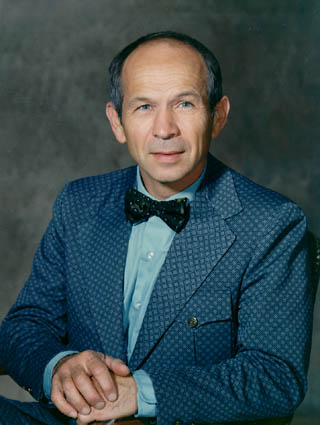
Maxime Faget

### Janvier
- 3 janvier : Isabella Bashmakova (morte en 2005), mathématicienne et historienne des mathématiques russe.
- 17 janvier : 
  - Godfrey Lienhardt (mort en 1993), anthropologue britannique.
  - Bengt Westerlund (mort en 2008), astronome suédois.
- 18 janvier : Yoichiro Nambu, physicien américain d'origine japonaise, prix Nobel de physique en 2008.
- 23 janvier : Marija Gimbutas (morte en 1994), archéologue et préhistorienne américaine d'origine lituanienne.
- 24 janvier : Beatrice Mintz (morte en 2022), biologiste et embryologiste américaine.
- 27 janvier : Joseph Klatzmann (mort en 2008), résistant, ingénieur agronome et statisticien français.

### Février
- 1er février : Ann Z. Caracristi, cryptanalyste américaine.
- 12 février : Kathleen Antonelli (morte en 2006), mathématicienne et informaticienne irlando-américaine.
- 20 février : 
  - Roger Coekelbergs (mort en 2021), chimiste belge.
  - Boris Trakhtenbrot (mort en 2016), informaticien théoricien, logicien et mathématicien roumain, soviétique, devenu israélien.
  - Joseph Albert Walker (mort en 1966), pilote d'essai américain.
- 25 février : Jean Delhaye (mort en 2001), astronome français.

### Mars
- 2 mars : Vitold Belevitch (mort en 1999), mathématicien et ingénieur électricien belge d'origine russe.
- 6 mars : Akiva Yaglom (mort en 2007), physicien, mathématicien, statisticien et météorologiste soviétique.
- 9 mars : Evelyn M. Witkin (morte en 2023), généticienne américaine.
- 25 mars : Mary Douglas (née Margaret Mary Tew, morte en 2007), anthropologue britannique.

### Avril
- 9 avril : Mary Jackson (morte en 2005), mathématicienne et ingénieure en aérospatial américaine.
- 15 avril : Gueorgui Beregovoï (mort en 1995), cosmonaute soviétique.
- 17 avril : Harold Johnson (mort en 1980), astronome américain.

### Mai
- 3 mai : William Robert Brooks (mort en 1844), astronome américain.
- 5 mai : Arthur Leonard Schawlow (mort en 1999), physicien américain, prix Nobel de physique en 1981.
- 13 mai : Edgar Heilbronner (mort en 2006), chimiste germano-suisse.
- 19 mai : Lorraine Copeland, archéologue britannique.
- 20 ou 21 mai : Wang Hao (mort en 1995), logicien, philosophe et mathématicien sino-américain.
- 21 mai : Andreï Sakharov (mort en 1989), physicien nucléaire russe, prix Nobel de la paix en 1975.
- 22 mai : George S. Hammond (mort en 2005), chimiste et chercheur américain.
- 25 mai : Jack Steinberger, physicien américain, prix Nobel de physique en 1988.

### Juin
- 7 juin : Bernard Lown (mort en 2021), cardiologue lituanien.
- 11 juin : Rodney Hill (mort en 2011), ingénieur et mathématicien britannique.
- 15 juin : Paul Dedecker (mort en 2007), mathématicien belge.
- 19 juin : Alberto Mario Cirese, anthropologue italien.
- 29 juin : 
  - Edward J. Hannan (mort en 1994), statisticien australien.
  - Georges Condominas, ethnologue français.

### Juillet
- 6 juillet :
  - Bengt Danielsson (mort en 1997), anthropologue suédois.
  - Charles A. Ferguson (mort en 1998), linguiste et professeur américain.
  - 14 juillet : Geoffrey Wilkinson (mort en 1996), chimiste britannique, prix Nobel de chimie en 1973.
- 15 juillet : Robert Bruce Merrifield, chimiste américain, prix Nobel de chimie en 1984.
- 18 juillet :
  - Aaron Temkin Beck, psychiatre américain.
  - John Glenn, astronaute, pilote de chasse et homme politique américain.
- 19 juillet : Rosalyn Yalow, physicienne américaine, prix Nobel de physiologie ou médecine en 1977.
- 30 juillet : Anne-Marie Chouillet (morte en 2016), enseignante française devenue spécialiste et éditrice de Diderot, D'Alembert, Condorcet et de l'Encyclopédie.

### Août
- 2 août : Dieter Claessens (mort en 1997), sociologue et anthropologue allemand.
- 11 août : Tom Kilburn (mort en 2001), ingénieur anglais.
- 22 août : Bernard d'Espagnat, physicien français.
- 26 août : Maxime Faget (mort en 2004), ingénieur américain.

### Septembre
- 7 septembre : Jean Ladrière (mort en 2007), logicien et philosophe belge.
- 22 septembre : Robert Ghormley Parr, chimiste théoricien et professeur de chimie américain.
- 25 septembre : Robert C. Prim, mathématicien et informaticien américain.

### Octobre
- 2 octobre : Albert Scott Crossfield (mort en 2006), pilote d'essai américain.
- 12 octobre : Jean Rigaudy (mort en 2005), chimiste français.
- 18 octobre : Beatrice Worsley (morte en 1972), première informaticienne canadienne.
- 21 octobre : Ingrid van Houten-Groeneveld (morte en 2015), astronome néerlandaise.
- 30 octobre :
  - René P Moreau (mort en 2009), colonel de Gendarmerie, scientifique et informaticien français.
  - Myron Tribus, professeur et informaticien américain.
- 31 octobre : René Dars, géologue et professeur français.

### Novembre
- 10 novembre : Conrad Laforte (mort en 2008), ethnologue et bibliothécaire québécois.
- 22 novembre : Jacques Ruffié (mort en 2004), médecin français, fondateur de l'hématotypologie.
- 24 novembre : 
  - Robert Banks (mort en 1989), chimiste américain.
  - Miquel Tarradell (mort en 1995), historien et archéologue espagnol.

### Décembre
- 3 décembre : Geoffrey Watson (mort en 1998), statisticien australien.
- 8 décembre : Frédérique Lenger (morte en 2005), mathématicienne et pédagogue belge.
- 13 décembre : David Gale (mort en 2008), mathématicien et économiste américain.
- 26 décembre : Imre Tóth (mort en 2010), philosophe, mathématicien et historien des sciences roumain.
- 28 décembre : Raimond Castaing (mort en 1998), physicien français.
- 29 décembre : Charles Archaimbault (mort en 2001), ethnologue français.
- 31 décembre : Gilbert Stork, chimiste américain d'origine belge.

## Décès

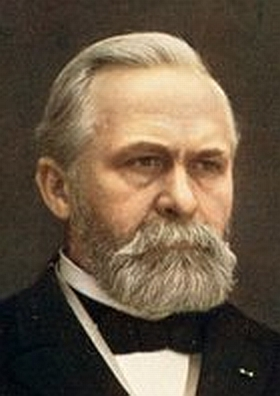
Wilhelm Foerster

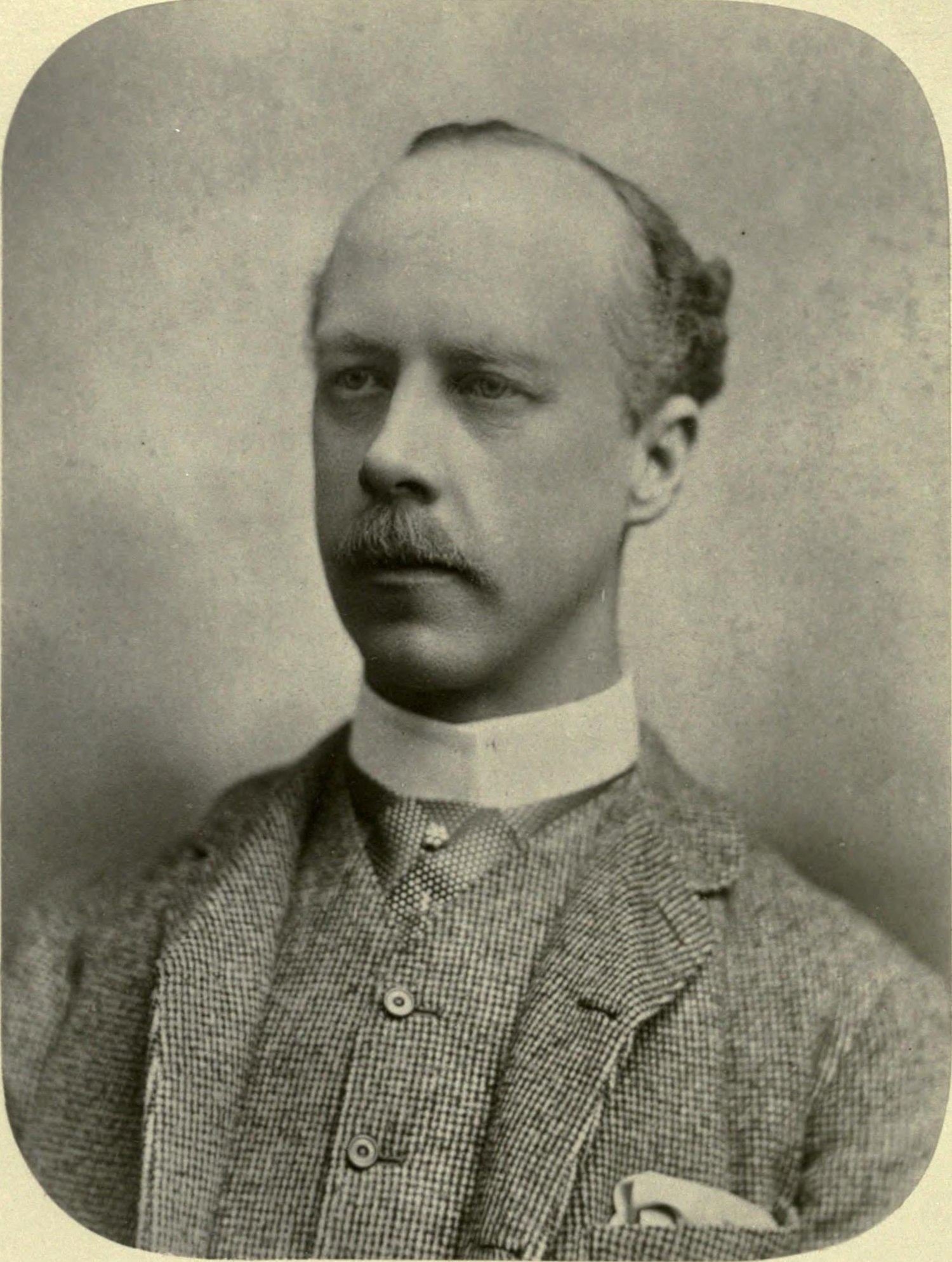
Robert George Wardlaw Ramsay

- 18 janvier : Wilhelm Foerster (né en 1832), astronome allemand.

- 12 mars : Sherburne Wesley Burnham (né en 1838), astronome américain.

- 22 avril : Robert George Wardlaw Ramsay (né en 1852), militaire et naturaliste britannique.

- 4 juin : Ludwig Knorr (né en 1859), chimiste allemand.
- 11 juin : Wilhelm Sievers (né en 1860), géographe allemand.

- 13 juillet : Gabriel Lippman (né en 1845), physicien français, prix Nobel de physique en 1908.
- 27 juillet : Joseph-Louis Sanguet (né en 1848), géomètre et ingénieur topographe français, créateur de nombreux instruments de précision.

- 11 août : Emil Knoevenagel (né en 1865), chimiste allemand.
- 20 août : Samuel Ball Platner (né en 1863), archéologue américain.
- 29 août : Joel Asaph Allen (né en 1838), zoologiste américain.

- 6 septembre : Henry Woodward (né en 1832), géologue et paléontologue britannique.

- 12 octobre : Fernand Courty (né en 1862), astronome français.

- 4 novembre : Oscar Montelius (né en 1843), archéologue suédois.
- 26 novembre : Émile Cartailhac (né en 1845), préhistorien français.

- 12 décembre : Henrietta Swan Leavitt (née en 1868), astronome américaine.
- 24 décembre : John Biddulph (né en 1848), écrivain britannique, correspondant de l'ornithologue Allan Octavian Hume.